# Janikowo
Janikowo là một thị trấn thuộc huyện Inowrocławski, tỉnh Kujawsko-Pomorskie ở trung-bắc Ba Lan. Thị trấn có diện tích 10 km². Đến ngày 1 tháng 1 năm 2011, dân số của thị trấn là 9073 người và mật độ 954 người/km².